# جينادي ميسياتس
جينادي ميسياتس (بالإنجليزية: Gennady Mesyats)‏ (و. 1936 – م) هو فيزيائي من الاتحاد السوفيتي . ولد في كيميروفو. وهو عضواً في الأكاديمية الروسية للعلوم .

## مناصب
تولى منصب مدير، Lebedev Physical Institute (2004–2015)، ونائب رئيس، الأكاديمية الروسية للعلوم (28 أكتوبر 1987–1 يونيو 2013).

## التعليم
تعلم في Tomsk Polytechnic University ‏

## جوائز
حصل على جوائز منها:
- جائزة الطاقة العالمية (2003)[1]
- نيشان الاستحقاق الوطني في روسيا من الدرجة الرابعة
- جائزة الدولة السوفيتية
- وسام الراية الحمراء من حزب العمال
- ميدالية الاستعراض الذهبية للإنجازات الاقتصادية  [لغات أخرى]‏
- نيشان الاستحقاق الوطني الروسي من الدرجة الثالثة
- وسام شارة الشرف
- نيشان الاستحقاق الوطني الروسي من الدرجة الثانية
- وسام لينين
- نيشان الشرف
- جائزة لينين كومسومول [الإنجليزية]‏.